# Uwe Schmidt (Sänger)

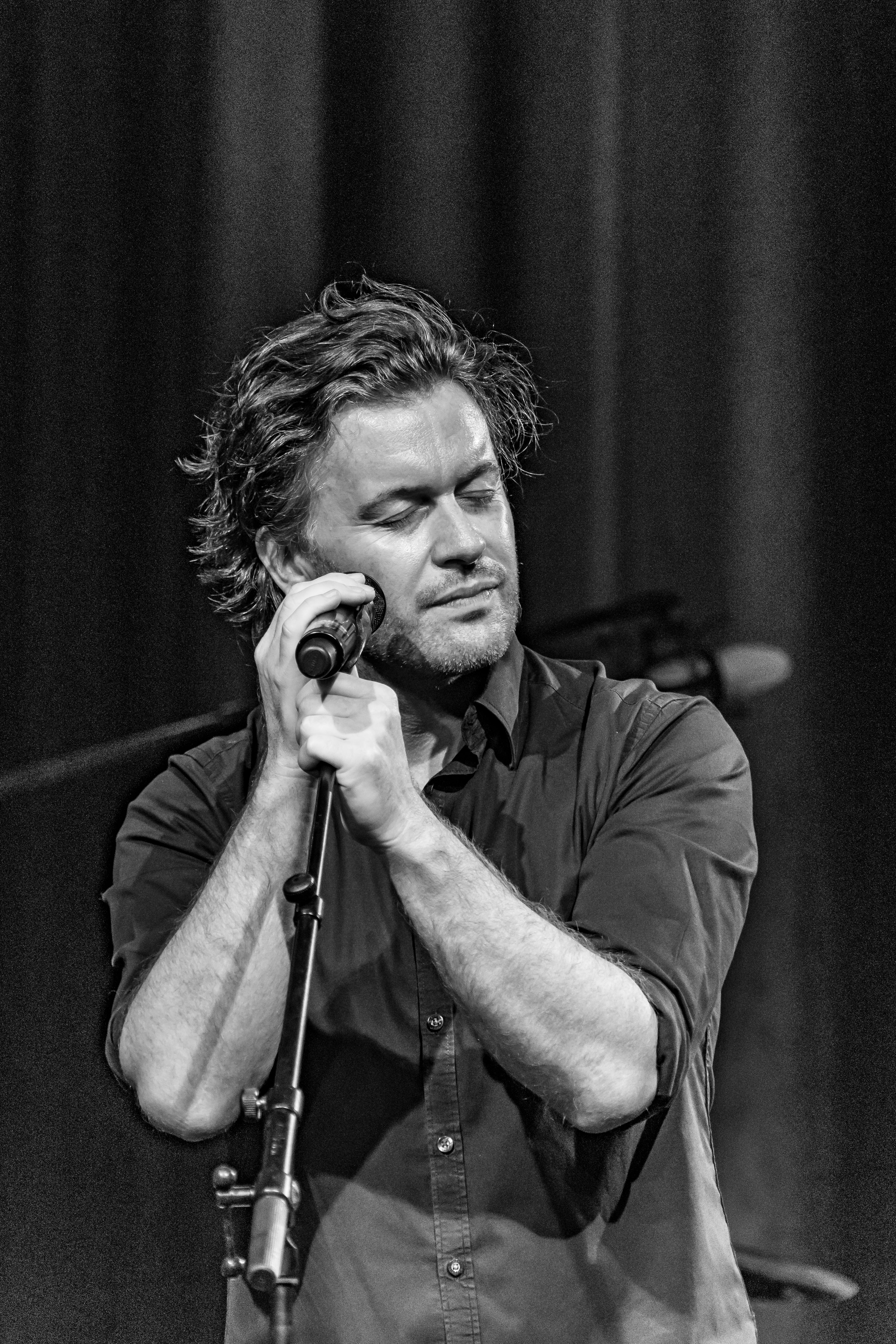
Uwe Schmidt (2017)

Uwe Schmidt (* 5. März 1976 in Knittelfeld, Österreich) ist ein österreichischer Sänger, Songwriter und Musiker. Bekannt wurde der Steirer unter anderem durch seine Österreich-Hymne „Stolz auf di“ – die Schlussmusik der ORF-Sendung Daheim in Österreich.

## Leben
Mit 6 Jahren begann Schmidt in der Musikschule das Akkordeon zu erlernen. Als Elfjähriger gewann er seinen ersten Wettbewerb und wurde österreichischer Staatsmeister am klassischen Akkordeon.
Als 13-Jähriger begann er mit autodidaktischem Keyboard- und Klavierspiel. Es folgten zahlreiche Auftritte in Coverbands. Uwe Schmidt studierte klassisches Akkordeon in Graz sowie Jazzgesang in Wien.
Von 2011 bis 2015 war er der Bandleader und Keyboarder in der Band von Andreas Gabalier. Im Herbst 2015 verließ er die Band, um sich fortan seinem Solo-Projekt zu widmen. Im November 2015 gab er sein Debüt-Konzert in Salzburg. Mit seiner Debüt-Single Freiheit belegte Schmidt im August und September 2018 für 8 Wochen Platz 1 der ORF Radio Salzburg Hitparade.
Uwe Schmidt schreibt seine Songs im Singer-Songwriter-Stil selbst. Als Sprache verwendet er den steirisch-österreichischen Dialekt. 

## Diskografie
Singles
- 2016: Freiheit (Radio Edit) (M.U.R. Records)
- 2016: Freiheit (Maxi Edit) (Artist Factory Music)
- 2017: Seit i di kenn (Radio Edit)  (Artist Factory Music)
- 2017: Stolz auf di (Schlussmusik ORF Daheim in Österreich) (ORF Enterprise)
- 2017: Mei Wunsch an di  (Artist Factory Music)
- 2017: Wo bist du? (Artist Factory Music)
- 2018: Wiede a Tog (Artist Factory Music)

Alben
- 2018: Kind im Mann (Artist Factory Music)